# 132 до н. е.

## Народились
- Луцій Кассій Лонгін (народний трибун)
- Луцій Корнелій Лентул (претор 89 року до н. е.)
- Мітрідат VI Евпатор